# Masacre de Las Dos Erres
La Masacre de Las Dos Erres fue realizada por militares y Kaibiles (‘fuerzas de élite’) de las Fuerzas Armadas de Guatemala haciéndose pasar por la guerrilla, supuestamente, en este lugar tenían escondidos fusiles que habían sido robados a los Kaibiles―durante el gobierno del presidente general Efraín Ríos Montt― en un parcelamiento (aldea) del departamento La Libertad (Petén), el 6, 7 y 8 de diciembre de 1982. La masacre se produjo en el marco de la Guerra civil de Guatemala.

## Antecedentes
Tras la contrarrevolución de 1954, el gobierno guatemalteco creó el Consejo de Planificación Económica (CNPE) y empezó a utilizar estrategias de libre mercado, asesorado por el Banco Mundial y la Administración de Cooperación Internacional (ICA) del gobierno de los Estados Unidos.  El CNPE y la ICA creó la Dirección General de Asuntos Agrarios (DGAA) la cual se encargó de desmantelar y anular los efectos del Decreto 900 de Reforma Agraria del gobierno de Jacobo Árbenz Guzmán.  En 1959, se aprobó el decreto ley 1286 que creó la Empresa Nacional de Fomento y Desarrollo Económico del Petén (FYDEP), dependencia de la Presidencia de la República, y que se encargaría del proceso colonizador del departamento de Petén; en la práctica, el FYDEP estuvo dirigido por militares y fue una dependencia del Ministerio de la Defensa; paralelamente, la DGAA se encargó de la faja geográfica que colindaba con el límite departamental de Petén y las fronteras de Belice, Honduras y México, y que con el tiempo se llamaría Franja Transversal del Norte (FTN).
En 1974, la empresa Basic Resources empezó a explotar petróleo en el área de Rubelsanto en Petén, y para 1976 la Basic Resources y la petrolera Shenandoah Oil descubrieron petróleo en el norte de Huehuetenango, Quiché y en el área de La Libertad
El parcelamiento (aldea) Las Dos Erres, en La Libertad en Petén, fue fundado en 1978, en el contexto de la distribución gratuita de tierras fiscales por parte del Gobierno. La agencia gubernamental FYDEP (Fomento y Desarrollo Económico de Petén) autorizó en distintos sitios de lotes de tierra. En este sitio de La Libertad dio permiso a repartir 100 caballerías de tierras fiscales a Federico Aquino Ruano y Marcos Reyes, para repartirlas en lotes de una, dos y cinco caballerías a quienes lo solicitaran.
A principios de 1982, varios miembros de la insurgente FAR (Fuerzas Armadas Rebeldes) realizaron actos de presencia en la zona. A mediados de ese año, en septiembre se produjo una emboscada a las unidades militares, asesinando a 17 soldados, confiscándole el armamento y equipo militar, lo hizo que se intensificara la presencia militar.
Ante esta situación, el ejército organizó la Patrulla de Autodefensa Civil en Las Dos Erres, pero con el objetivo de que patrullaran aldeas fuera de su comunidad, como la aldea Las Cruces - hoy municipio de Las Cruces - cercana a la comunidad de Las Dos Erres. Ante la negativa de los habitantes de Las Dos Erres, que solo accedió a defender su propia comunidad, el ejército comenzó a difundir que los habitantes de esta aldea eran guerrilleros. Una de las pruebas aportadas eran las bolsas de frijoles con la marca FAR (Federico Aquino Ruano). Igualmente se corrió el rumor de que el ejército bombardearía la aldea, por lo que esta fue abandonada temporalmente por varias familias.

## Los hechos
Durante el 5 de diciembre de 1982 el ejército colocó retenes ―con soldados y patrullas civiles― para impedir que salieran personas de la aldea.
El 5 de diciembre a las 23:00 llegó a la zona un pelotón especial de kaibiles (fuerzas de élite del ejército), con la instrucción de registrar la aldea, matar a sus habitantes y recuperar 19 fusiles que había tomado la guerrilla en un enfrentamiento en la región. Los militares fueron uniformados como guerrilleros, para hacer creer a la población que la responsabilidad de las matanzas era de la guerrilla. Caminaron durante la noche, recorriendo los 6 km hasta la aldea.
A las tres de la madrugada del 6 de diciembre llegaron a la aldea al menos 58 militares, que comenzaron a sacar a los habitantes de sus casas y separando a hombres (encerrándolos en la escuela), y a las mujeres y los niños (confinándolos en dos iglesias de la comunidad). Tras registrar la aldea e interrogar a los hombres, no se encontraron armas ni propaganda. Los jefes de la patrulla informaron a la tropa que ―tras el desayuno― se iba a "vacunar" a la población.
En torno a las 16 de la tarde del 6 de diciembre de 1982, los militares separaron a un grupo de niños y comenzaron a asesinarlos y posteriormente, arrojándolos a un pozo. En este momento, varios militares comenzaron a violar a las jóvenes que se encontraban encerradas, muchas de ellas menores de edad. Tras esto, los hombres y mujeres fueron sacados de su confinamiento, se les vendaron los ojos y fueron conducidos al pozo, donde fueron nuevamente interrogados sobre la pertenencia a la guerrilla y sobre quién era el jefe guerrillero del poblado. Ante las negativas, los civiles eran asesinados y arrojados al pozo. Durante la noche del 6 al 7 de diciembre, las mujeres que aún se encontraban prisioneras fueron nuevamente violadas y torturadas. Se provocó también el aborto a golpes de varias embarazadas.
El 7 de diciembre las mujeres fueron sacadas de la escuela y fusiladas tras la misma. A los hombres los guiaron hasta la montaña donde fueron ejecutados. Tras estos los cadáveres fueron arrojados al pozo y el mismo se cubrió con tierra, aunque los militares escucharon gritos de heridos que aun seguían con vida en el pozo. El 8 de diciembre llegó a Las Dos Erres un pequeño grupo de civiles, a los que se les permitió entrar en el poblado y posteriormente fueron ejecutados.

## Exhumación de las víctimas
En julio de 1994, un grupo de antropólogos argentinos contratados por FAMDEGUA (Asociación de Familiares Detenidos y Desaparecidos de Guatemala) ―sin ningún apoyo del Estado de Guatemala― llevaron a cabo exhumaciones en Las Dos Erres. Solo en el pozo del pueblo (excavado originalmente por los pobladores para sacar agua), el equipo encontró los huesos de al menos 162 personas. Entre ellas 67 eran niños y niñas menores de 12 años, con una media de edad de 7 años. (Amnistía Internacional 1995, FAMDEGUA 2007).

## Petición ante la Comisión Interamericana de Derechos Humanos
En 1996, FAMDEGUA presentó el caso ante la CIDH (Comisión Interamericana de Derechos Humanos).
En el 2000 se llegó a un acuerdo de solución amistosa:
- una investigación exhaustiva y seria para identificar a los autores materiales e intelectuales;
- la aplicación de justicia;
- apoyo psicosocial y clínico para las víctimas;
- resarcimiento moral y económico;
- la construcción de un monumento;
- elaborar un documental para ser transmitido en canales de televisión en horas de mayor audiencia.

En cuanto al apoyo psicosocial, se intentó una colaboración con la escuela de psicología de la Universidad de San Carlos (USAC), sin embargo, se quedó en el intento.
En el año 2000, el entonces presidente Alfonso Portillo habría asumido públicamente la responsabilidad del Estado de algunos abusos, como la masacre de las Dos Erres.[cita requerida]
En diciembre de 2001 el gobierno pagó 14 millones de quetzales a las familias de las víctimas de la masacre.[cita requerida]
El video documental se realizó, aunque el proceso tuvo muchas dificultades y finalmente no se difundió.

## Consecuencias legales
Desde 1999, Famdegua (Familiares de Detenidos-Desaparecidos de Guatemala) identificó a 18 de los kaibiles, 7 de los cuales ya han sido capturados, 9 están prófugos y 2 ya fallecieron.
En febrero de 2005, la «Corte de Constitucionalidad» de Guatemala ordenó a un juez que cancelara las órdenes de arresto contra los 16 kaibiles y que suspendiera el proceso judicial. Con ese fallo además se anularon las declaraciones de algunos militares que habían reconocido su participación en los hechos e indicaron la existencia de «órdenes superiores» (CEJIL, 7 de febrero de 2005).
En 2008, FAMDEGUA demandó al Estado de Guatemala ante la Corte Interamericana de Derechos Humanos, con el fin de que este organismo le ordene al Gobierno a efectuar una investigación especial, rigurosa, imparcial y efectiva de la masacre de Las Dos Erres, y juzgar y sancionar a los responsables (según el diario Prensa Libre del 17 de septiembre de 2008).
En 2009, Amnistía Internacional llega a la conclusión que “ningún alto mando ni autoridad ha comparecido ante la justicia por su papel a la hora de ordenar, planificar o ejecutar las violaciones de derechos humanos generalizadas y sistemáticas que tuvieron lugar en Guatemala. Las pocas investigaciones que se iniciaron fueron deplorablemente lentas e inadecuadas (Amnistía Internacional, 25 de febrero de 2009).
En agosto de 2011 solo 4 de los 58 militares fueron condenados por la masacre de Las Dos Erres. Los oficiales Daniel Martínez, Reyes Collin y Manuel Pop recibieron un total de 6030 años de prisión, por 201 muertes, mientras el teniente coronel(R) de infantería Carlos Antonio Carías aunque no se tuvieron pruebas contundentes de su participación, fue sentenciado por el hecho de fungir como comandante del Destacamento Militar de Las Cruces y en el debate indicó no haber tenido ningún conocimiento del operativo, por lo que recibió 6066 años de prisión.

## Documental
En abril de 2017 se estrenó el documental "Finding Oscar" (Buscando a Óscar) sobre la historia de Óscar Alfredo Ramírez, uno de los sobrevivientes de la masacre, producido por Steven Spielberg y Frank Marshall.